# Catedral de San Máximo y San Jorge (L'Aquila)
La Catedral de San Máximo y San Jorge o simplemente Catedral de L'Aquila (en italiano: Cattedrale di SS. Massimo e Giorgio) Es una catedral católica en L'Aquila, Abruzzo, Italia, dedicada a San Máximo de Aveia y San Jorge. Es la sede episcopal de la Arquidiócesis de L'Aquila.

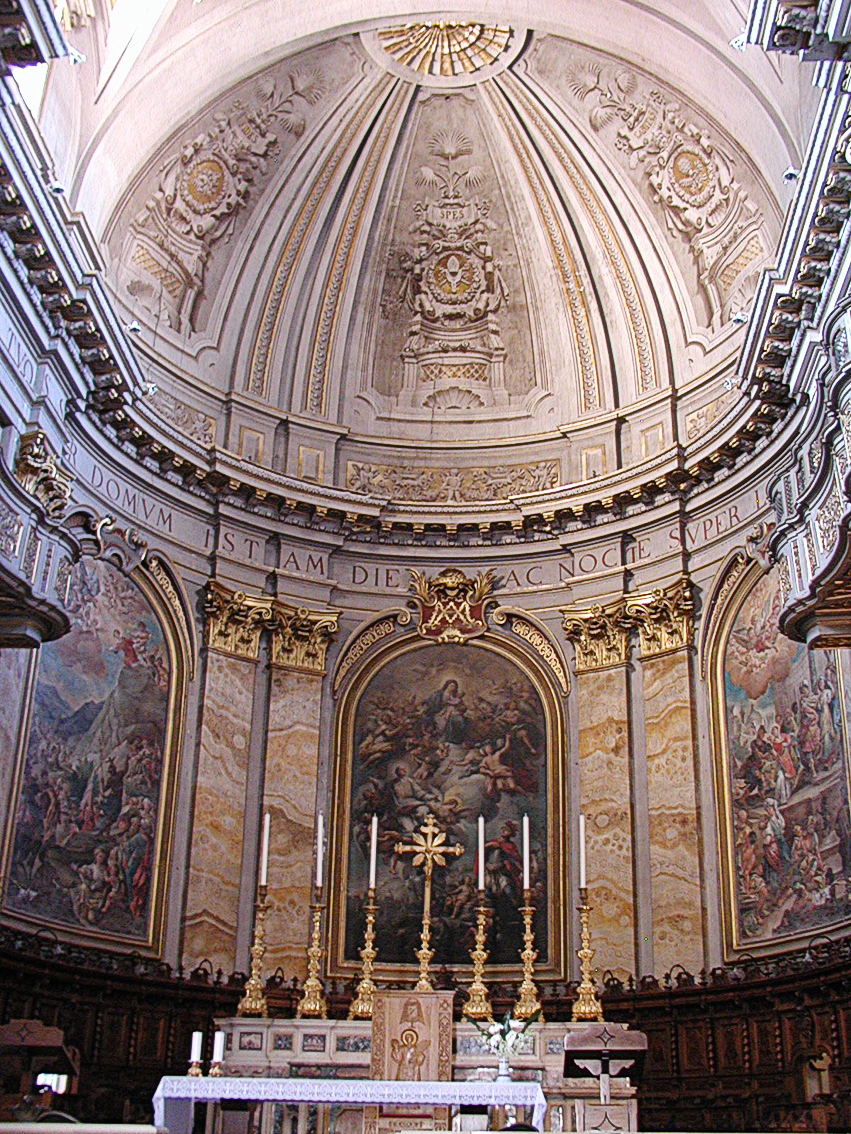
Vista interna

La catedral fue construida originalmente en el siglo XIII y destruida en el terremoto de 1703. Fue restaurada en el siglo XIX y nuevamente en el siglo XX. Fue dañada seriamente en el terremoto de 2009, y es actualmente inutilizable (2016). A partir de agosto de 2013 las funciones de la catedral se trasladaron temporalmente a la Basílica de Santa María de Collemaggio, también dañada en el terremoto y ahora cerrada para el culto por obras de reconstrucción; Y más tarde se trasladó de nuevo a la Basílica de San Giuseppe Artigiano, no muy lejos de la catedral, reconstruida y reabierta después del terremoto de julio de 2012. 